# NGC 3844
NGC 3844 is een spiraalvormig sterrenstelsel in het sterrenbeeld Leeuw. Het hemelobject werd op 8 mei 1864 ontdekt door de Duits-Deense astronoom Heinrich Louis d'Arrest.

## Synoniemen
- UGC 6705
- MCG 3-30-69
- ZWG 97.97
- PGC 36481